# Parlamento bendito

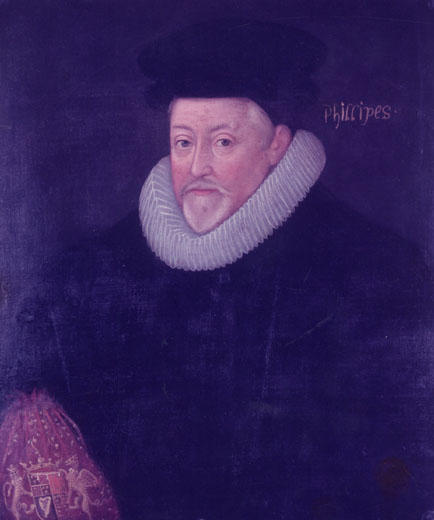
El vocero, Edward Phelips

El 1er Parlamento del rey Jacobo I (en inglés: 1st Parliament of King James I) fue convocado por el rey Jacobo I el 31 de enero de 1604 y se reunió el 19 de marzo siguiente. Se lo conocía como el "Parlamento Bendito" (en inglés: Blessed Parliament) y se celebró en cinco sesiones, interrumpidas por los Días Santos y la Conspiración de la pólvora. El orador fue Edward Phelips, miembro del Parlamento por Somerset.
El objetivo del rey Jacobo desde la primera sesión de su primer Parlamento tras ascender al trono inglés además del de Escocia era lograr una unión estatutaria de los dos países. Como dijo, no quería ser "un marido para dos esposas". Sin embargo, la Cámara de los Comunes rechazó la propuesta con el argumento de que afectaría al derecho consuetudinario inglés, y cuando Jacobo buscó ayuda legal, se encontró con que los jueces estaban de acuerdo con el Parlamento. También se le negaron los fondos porque todavía se estaba recaudando el subsidio.

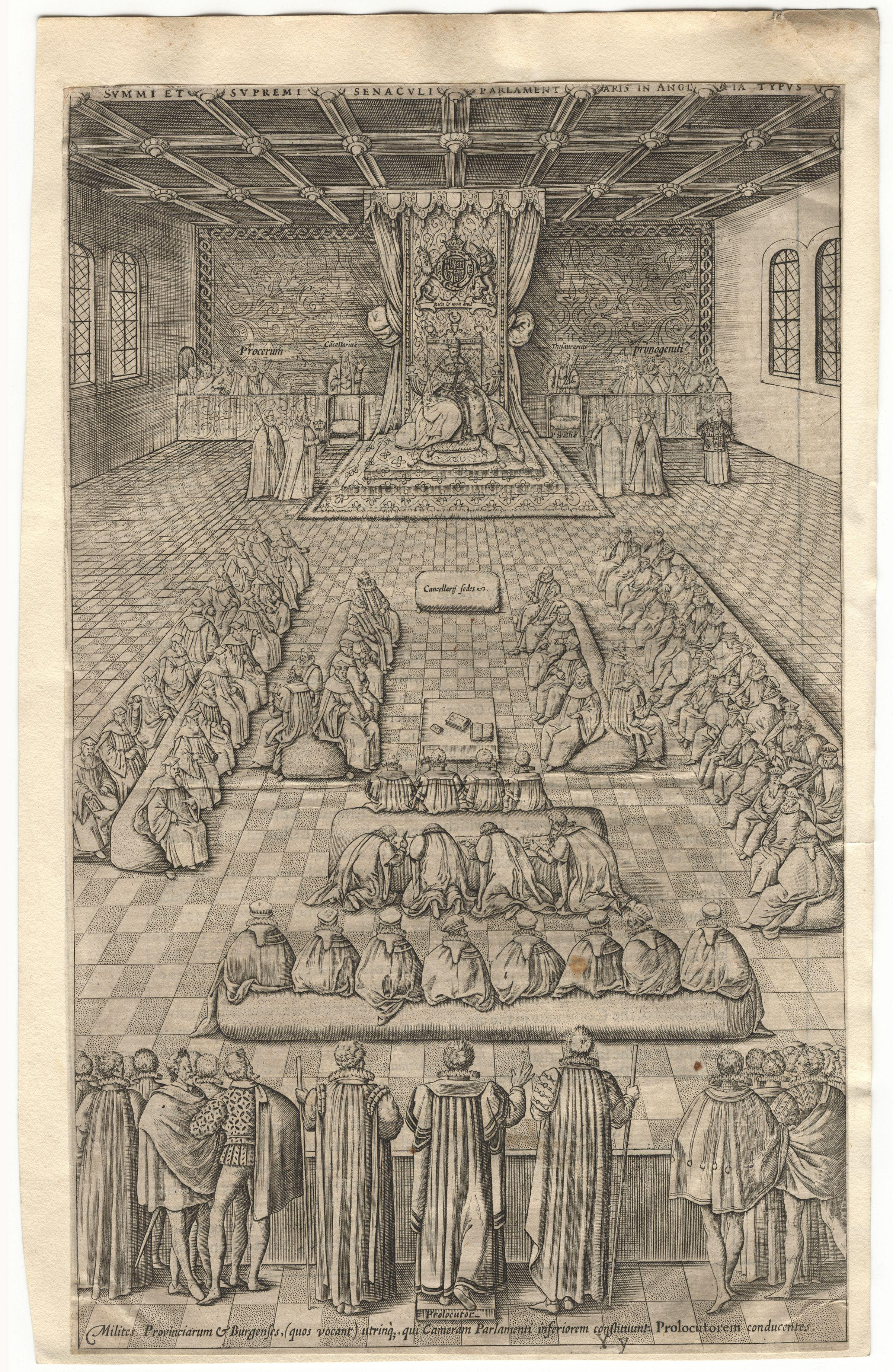
Grabado de Jaime I en el Parlamento el 5 de noviembre de 1605, por Renold Elstracke.

El Parlamento se reunió de nuevo para la segunda sesión el 5 de noviembre de 1605, que se pospuso hasta el 6 de enero de 1606 debido a la Conspiración de la pólvora. La Cámara de los Lores rechazó un proyecto de ley que prohibía el abastecimiento, por el cual la Casa Real podía obtener bienes por derecho a precios reducidos. Sin embargo, sucesivamente se promulgó legislación para prohibir a los ingleses servir en las fuerzas armadas españolas, que entonces estaban en guerra con los neerlandeses. También se suprimió la Compañía Española, una compañía comercial que reivindicaba el monopolio del comercio con España. En reacción a la Conspiración de la Pólvora, el rey Jacobo I recibió subsidios por valor de 400.000 libras esterlinas.
La tercera sesión (noviembre de 1606 a julio de 1607) volvió a tratar la cuestión de la unión entre Inglaterra y Escocia, pero sólo acordó abolir algunas leyes medievales que trataban de las hostilidades anglo-escocesas.
La cuarta sesión, retrasada por la peste y la renuencia de Jacobo I, se celebró el 9 de febrero de 1610. Robert Cecil, el Lord Tesorero, informó a la Cámara de que el rey necesitaba 600.000 libras para saldar sus deudas y modernizar la armada. Además, propuso un nuevo subsidio anual para la Casa Real de 200.000 libras, a cambio del cual el Rey renunciaría a su derecho de abastecimiento y otros privilegios históricos. Después de algunas negociaciones, se llegó a un acuerdo y los miembros se fueron durante el verano para consultar a sus electores sobre el tema.
La quinta y última sesión se celebró el 16 de octubre de 1610. El apoyo al "Gran Contrato" negociado en la sesión anterior para garantizar las finanzas del rey tropezó con dificultades debido a los impuestos específicos que el rey estaba imponiendo al comercio y la Cámara de los Comunes se retiró del acuerdo. La paciencia del rey ya se había agotado. Aunque inicialmente se pretendía que el Parlamento se reuniera de nuevo el 9 de febrero de 1611, la ira del rey era tan grande que el 31 de diciembre emitió una proclamación disolviendo la asamblea, por lo que se la apodó "Parlamento Bendito".
El Parlamento se disolvió oficialmente el 9 de febrero de 1611.